# Kollund Østerskov
Kollund Østerskov – miasto w Danii, w regionie Dania Południowa, w gminie Aabenraa.